# 阪谷俊作
阪谷 俊作（さかたに しゅんさく、1892年9月27日 - 1977年2月15日）は、日本の司書、名古屋図書館館長。子爵・阪谷芳郎の次男。兄に子爵阪谷希一。母は渋沢栄一（子爵、実業家）の次女・阪谷琴子。母方の従兄弟に渋沢敬三、穂積重遠がいる。義父に八十島親徳。

## 来歴
1892年、9月27日に阪谷芳郎と妻琴子の次男として東京府に生まれる。幼少の頃より祖父・栄一の影響を受け、読書を好むようになる（栄一も論語を愛読書とする読書家であった）。
京都帝国大学を卒業（なお、従弟である渋沢信雄も京都帝国大学を卒業している）、卒業後は幼少の頃からの読書好きを活かし東京帝国大学図書館事務嘱託として勤務する。同図書館館長である和田万吉の推薦により名古屋市に招かれ、市立名古屋図書館（現・名古屋市鶴舞中央図書館）の初代館長となった。開館準備中の1922年（大正11年）から太平洋戦争後の1948年（昭和23年）まで26年間在籍し、児童図書研究会の設置や愛知県図書館協会の設立、点字文庫の開設など、名古屋の図書館事業の基盤を築いた。
戦後、複数の郷土研究団体に呼びかけて「郷土文化会」（1959年（昭和34年））から「名古屋郷土文化会」と改称）を結成した。名古屋図書館退職後は国立国会図書館、静嘉堂文庫に勤め、図書司書として30余年従事した。
1977年2月15日に死去した。満84歳没（享年86）。